# Közönséges kilka
A közönséges kilka (Clupeonella cultriventris) a sugarasúszójú halak (Actinopterygii) osztályának heringalakúak (Clupeiformes) rendjébe, ezen belül a heringfélék (Clupeidae) családjába tartozó faj.

## Előfordulása
A közönséges kilka elterjedési területe a Fekete- és az Azovi-tenger, illetve a beömlő nagy folyók alsó szakasza, valamint a Paleostom-tó.

## Alfajai
A Kaszpi-tenger körzetéből két alfaja ismert (egyes rendszertani besorolások, önálló fajoknak ismerik el a közönséges kilka alfajait):
- Clupeonella cultriventris caspia – anadrom vándorhal, felúszik a Volgába (a középső folyásig), az Urál és Terek folyókba.
- Clupeonella cultriventris tscharchalensis – édesvízi alak a Charkhal-tóból, igen magas, oldalról erősen lapított test jellemzi.

## Megjelenése
A közönséges kilka teste szardíniaszerű, erősen megnyúlt, nagy, könnyen leváló kerekded pikkelyekkel. Testmagassága nagyobb a testhossz 20 százalékánál. Hátúszója rövid. A farok alatti úszó két utolsó sugara meghosszabbodott. Oldalvonala nincs. Felső állkapcsa bemetszés nélküli, az alsó állkapocs nem éri el a szem hátulsó szegélyét. Állkapcsa és az ekecsont nem fogazott. Szája kicsi, felső állású. Szemein nincsenek zsírhéjak. A toroktól a végbélnyílásig erős pikkelyélek találhatók. 52-64 (átlagosan 58) kopoltyútüskéje van. Hátoldala és a fejtetője a világosszürkétől a zöldesig csillog, oldalai és a hasoldala ezüstszínű. A kopoltyúfedők mögött nincsenek foltok. Testhossza 8-12 centiméter, legfeljebb 17 centiméterig.

## Életmódja
A közönséges kilka tápláléka gerinctelenekből áll.

## Szaporodása
A közönséges kilka anadrom vándorhal, április és június között folyókban ívik. Egy-egy nőstény akár 30 000 ikrát is rakhat, az ivadék 3-4 nap alatt kel ki. 2-3 évesen ivarérett, legfeljebb 5 évig él.